# 四方区
四方区是中国山东省青岛市原辖区。总面积为34.55平方千米，2001年人口为36万。2012年12月1日，四方区并入市北区。

## 地理
境内地势起伏不平，东高西低，南北趋向平缓，西部临海，海岸线长5.83千米。区内有坛顶山、双山、孤山、大山、水清沟东山、水清沟东南山、嘉定山、北岭山等8个山头，皆为南北走向。最高峰是北岭山，海拔116.32米；其次是嘉定山，海拔110.4米。
属温带季風气候，年平均气温12.3℃，最热的8月份平均气温25℃，最冷的1月份平均气温-1.3℃。

## 行政区划
四方区原辖阜新路、海伦路、兴隆路、嘉兴路、水清沟、洛阳路、河西等7个街道办事处。